# Корвалол
Корвалол — заспокійливий і спазмолітичний засіб, дія якого, як комплексного препарату, визначається компонентами, що входять до його складу.
Етиловий ефір α-бромізовалеріанової кислоти виявляє рефлекторну заспокійливу дію, зумовлену подразненням переважно рецепторів ротової порожнини та носогорла.
Київська компанія АТ «Фармак» випускає цей препарат під торговою маркою «Корвалол Corvalolum», а ПрАТ «Фармацевтична фірма «Дарниця» під торговою маркою «Корвалол-Дарниця».

## Історія створення
1959 року в стінах Київського хіміко-фармацевтичного заводу імені Михайла Ломоносова (нині АТ «Фармак») було вирішено створити ліки, які були би аналогом німецького «Валокордину». Очолив групу фахівців заводу старший хімік заводу В. Яковлєва, а перша партія «Корвалолу», генерика європейського седативного препарату, була випущена вже 1960 року.
Випускався корвалол на вітчизняній напівавтоматичній лінії. Розливання у флакони, закупорювання та пакування, відкривання конвалют виконувалося вручну. Однак за кілька років на заводі встановили німецькі автоматичні лнії. За 1965 рік було випущено понад 6 млн флаконів, а за 1975 вже понад 50 млн. флаконів «Корвалолу».
Станом на серпень 2019 всі форми «Корвалолу» випускаються на АТ «Фармак», який є правонаступником Київського хіміко-фармацевтичного заводу імені Михайла Ломоносова. Кожен етап виробництва проходить під суворим контролем з дотриманням вітчизняних і міжнародних стандартів GMP.
у 2019 році, в рамках святкування 60-річчя з дня випуску «Корвалолу», його було внесено до Книги рекордів України, як найвідоміший седативний лікарський препарат.

## Лікувальна характеристика

### Загальна характеристика
Фенобарбітал пригнічує активуючі впливи центрів ретикулярної формації середнього та довгастого мозку на кору великих півкуль, тим самим зменшуючи потоки збуджуючих впливів на кору головного мозку та підкоркові структури. Зменшення активуючих впливів викликає, залежно від дози, заспокійливий, транквілізуючий або снодійний ефекти. Корвалол зменшує збуджувальні впливи на судинорухові центри, коронарні та периферичні судини, знижуючи загальний артеріальний тиск, знімаючи та попереджуючи спазми судин, особливо серцевих.
Олія м'яти містить велику кількість ефірних олій, у тому числі близько 50 % ментолу та 4-9 % ефірів ментолу. Вони здатні подразнювати «холодові» рецептори ротової порожнини і рефлекторно розширювати переважно судини серця та мозку, знімаючи спазми гладенької мускулатури, викликати заспокійливу та легку жовчогінну дію.

### Фармакокінетика
При вживанні всередину всмоктування починається вже в під'язиковій ділянці, біодоступність складових висока (близько 60–80 %). Особливо швидко (через 5–10 хвилин) ефект розвивається при триманні в роті (сублінгвальне всмоктування) або при прийманні на грудочці цукру. Дія розвивається через 15–45 хвилин і триває впродовж 3–6 годин. У осіб, що раніше приймали препарати барбітурової кислоти, тривалість дії скорочується за рахунок прискореного метаболізму фенобарбіталу в печінці, де барбітурати викликають індукцію ферментів. У людей похилого віку та пацієнтів із цирозом печінки метаболізм Корвалолу знижений, тому у них Т½ подовжується, що потребує необхідності зменшувати дозу та подовжувати інтервали між прийманням препарату.

### Показання для застосування
- неврози із підвищеною дратівливістю;
- безсоння;
- у комплексній терапії гіпертонічної хвороби та вегетосудинної дистонії;
- нерізко виражені спазми коронарних судин, тахікардія;
- спазми кишечнику (як спазмолітичний препарат).

### Спосіб застосування та дози
Корвалол приймають внутрішньо незалежно від прийому їжі 2-3 рази на день по 15–30 крапель з водою або на шматочку цукру. При необхідності (виражена тахікардія і спазм коронарних судин)разова доза може бути збільшена до 40–50 крапель. Досвіду застосування для лікування дітей немає.

### Побічна дія
Корвалол, як правило, добре сприймається. В окремих випадках можуть спостерігатися сонливість, легке запаморочення, які усуваються зменшенням дози. При тривалому використанні можливо виникнення залежності від препарату та бромізму.

### Передозування
При тривалому використанні і передозуванні може спостерігатись виражене пригнічення ЦНС, яке усувається застосуванням стимуляторів ЦНС (кофеїн, кордіамін тощо). При інших проявах — симптоматична терапія.

### Особливості застосування
Препарат містить 58 об. % алкоголю, а також фенобарбітал, які можуть викликати порушення координації та швидкості психомоторних реакцій, тому при прийомі препарату слід дотримуватись обережності особам, що працюють з механізмами, водіям автотранспорту тощо. Слід уникати одночасного застосування спиртних напоїв.

### Протипоказання
Підвищена чутливість до компонентів препарату, брому, тяжка серцева недостатність, виразні порушення функції печінки і нирок, вагітність і годування груддю.

### Взаємодія з іншими лікарськими засобами
Препарати центрального пригнічуючого типу дії підсилюють дію Корвалолу. Наявність у складі препарату фенобарбіталу може індукувати ферменти печінки, і це робить небажаним його одночасне застосування з медикаментами, що метаболізуються в печінці (з похідними кумарину, гризеофульвіном, глюкокортикоїдами, пероральними протизаплідними засобами), оскільки їхня ефективність буде знижуватись у результаті вищого рівня метаболізму.

## Захист торговельної марки
«Корвалол» був розроблений і випущений 1959 року вченими Київського хіміко-фармацевтичного заводу ім. М. В. Ломоносова, правонаступником якого з 1991 року є АТ «Фармак».
У 1996 компанія отримала свідоцтво на торговельну марку «Корвалол».
ТМ «Корвалол» захищена в 15 країнах Європи та Центральної Азії: Німеччина, Польща, Литва, Естонія, Латвія, Білорусь, Молдова, Румунія, Болгарія, Туркменістан, Вірменія, Грузія, Азербайджан, Таджикистан, Киргизстан та Казахстан. Використання знака «Корвалол Corvalolum» підтверджується упаковками за період з 1991 до 2002 року включно.
«Корвалол» має як реєстрацію торгової марки, так і визнання її добре відомою ТМ в Україні. 2004 року ТМ «Корвалол» було визнано добре відомою в Україні.
В 2004-2011 роках торгова марка «Корвалол» стала предметом судової суперечки між АТ «Фармак» та ПАТ «Фармацевтична фірма «Дарниця». «Фармак» вважав себе винахідником і єдиним законним правовласником цього бренду і домагався скасування державної реєстрації лікарського засобу «Корвалол-Дарниця», але програв суди всіх інстанцій.
Однак у 2017 році апеляційна палата Міністерства економічного розвитку й торгівлі України визнала «Корвалол Corvalolum» добре відомою ТМ в Україні щодо компанії «Фармак».